# Gonzalo Suárez Rendón
Gonzalo Suárez Rendón (Málaga, Corona de Castilla, c. 1503 - Tunja, Nuevo Reino de Granada c.1583 o 1590) fue un conquistador español y fundador de Tunja, Colombia.

## Biografía
Los padres de Gonzalo Suárez Rendón fueron Rodrigo Suárez Rendón (a quien llamaban Rodrigo Suárez de Jerez, por ser natural de Jerez de la Frontera, avecindado luego en Málaga) e Isabel Jiménez Suárez. Fue su abuelo paterno Gonzalo Suárez Rendón, su bisabuelo Antonio Sánchez Rendón y sus abuelos terceros por la misma línea García Rendón y Catalina de Suárez. Ascendencia de hombres que sirvieron al Rey y la santa fe católica en la guerra contra los moros, según probanza de ascendencia expedida en 1571.
Sus méritos por la trayectoria militar en Europa, así como los ejecutados durante la conquista y en la fundación de Tunja, se encuentran en el Archivo General de Indias en Sevilla, Patronato Real, en donde se especifica su participación en las guerras de Italia, Hungría, Alemania y Francia y sus ascensos que lo calificaron como Capitán. Estuvo presente en los ejércitos cristianos durante las luchas que se dieron contra los turcos bajo las órdenes de Solimán el Magnífico.
Después de las guerras en el extranjero, Suárez regresó a España, para al poco tiempo incorporarse a la aventura de las expediciones. Ya para el siglo XVI contaban con la libertad de formar compañías particulares, por medio de capitulaciones con el gobierno, a cambio de privilegios y cargos oficiales para los mismos empresarios.
El suyo fue un caso concreto y ejemplar de esas iniciativas privadas para la colonización de América, quien con su experiencia y disciplina militar organizó a su costa una Compañía que inicialmente iría a Túnez, pero la organización de dicha campaña se prolongó, así que terminó en el viaje de descubrimiento y conquista al lado del Adelantado de Canarias Pedro Fernández de Lugo, quien firmó capitulaciones, y en cuyo cumplimiento debían realizar heroicas acciones y fundaciones importantes en el que llamaron más tarde Nuevo Reino de Granada.

## Expedición de Gonzalo Jiménez de Quesada

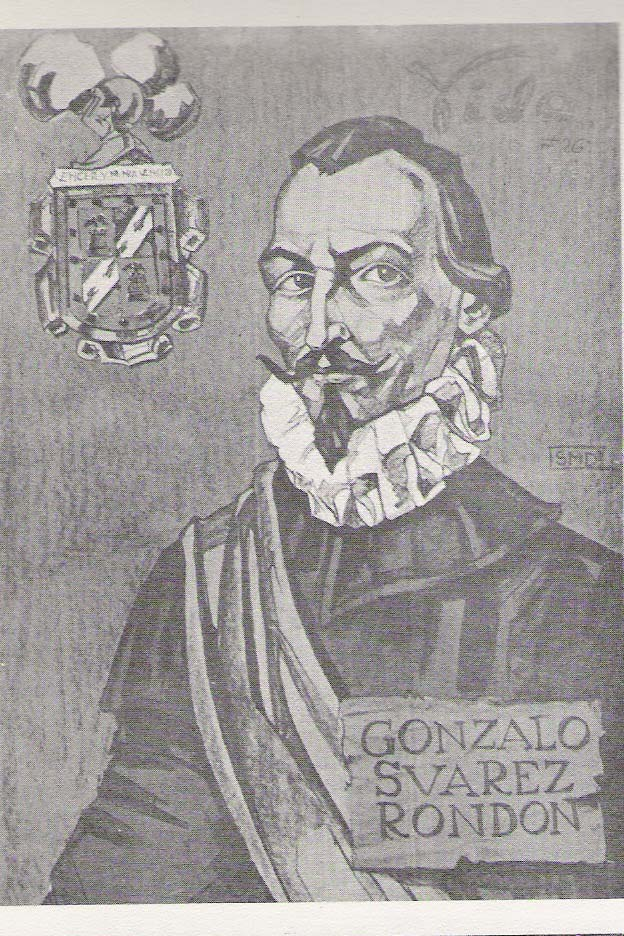
Gonzalo Suárez Rendón.

En el mes de abril de 1536, una larga expedición dirigida por Gonzalo Jiménez de Quesada hacia la Cordillera de los Andes partió de Santa Marta. Estaba formada por 800 soldados españoles y en ella Suárez Rendón que ejercía el cargo de capitán de caballería. Las jornadas fueron agotadoras, con difíciles marchas diarias en ciénagas y manglares y numerosos sacrificios y calamidades al acecho de lluvias torrenciales y un sol abrasador. La alimentación procedía de lo que encontraban y, a menudo, hubo que sacrificar perros y caballos para el sustento, cosa que en cierto punto tuvo que prohibir so pena de muerte Jiménez de Quesada. También sufrieron la hostilidad de los pueblos nativos, que causaron numerosas bajas.
El objetivo de esta expedición era inicialmente buscar un camino al Perú, además del de explorar el territorio y la búsqueda de riquezas que se pensaba que atesoraban los primitivos pobladores. La expedición siguió el curso ascendente del río Magdalena llegando hasta Barrancabermeja, donde tomaron el camino de la sal y otros productos que comerciaban las diversas tribus del altiplano. Siguiendo por el cauce del río Opón, ascendieron hacia la cordillera oriental y llegaron al actual emplazamiento de la ciudad de Vélez, tomando contacto con el pueblo muisca. De los 800 expedicionarios que habían salido de Santa Marta, solamente 179 lograron llegar vivos hasta la comarca de la cordillera, donde se fundó la ciudad de Santa Fe de Bogotá el 6 de agosto de 1538.
Después de Santa Fe de Bogotá, Gonzalo Suárez Rendón fundó en 1539 la ciudad de Tunja aprovechando algunas instalaciones del poblado indígena. Como era preceptivo, se organizó el trazado, se señalaron los terrenos que debía ocupar la iglesia y demás dependencias administrativas y se repartieron solares entre los conquistadores que intervinieron en la fundación. El primer sacerdote que tuvo Tunja fue fray Vicente de Requejada.
Durante cuatro años, Suárez Rendón fue justicia mayor de la recién fundada ciudad, y como responsable de su desarrollo, se dedicó a dotarla de lo más imprescindible, hacerla prosperar y mantener el orden entre los indígenas que no acataban de buena gana la convivencia con los españoles.

## Proyectos visionarios

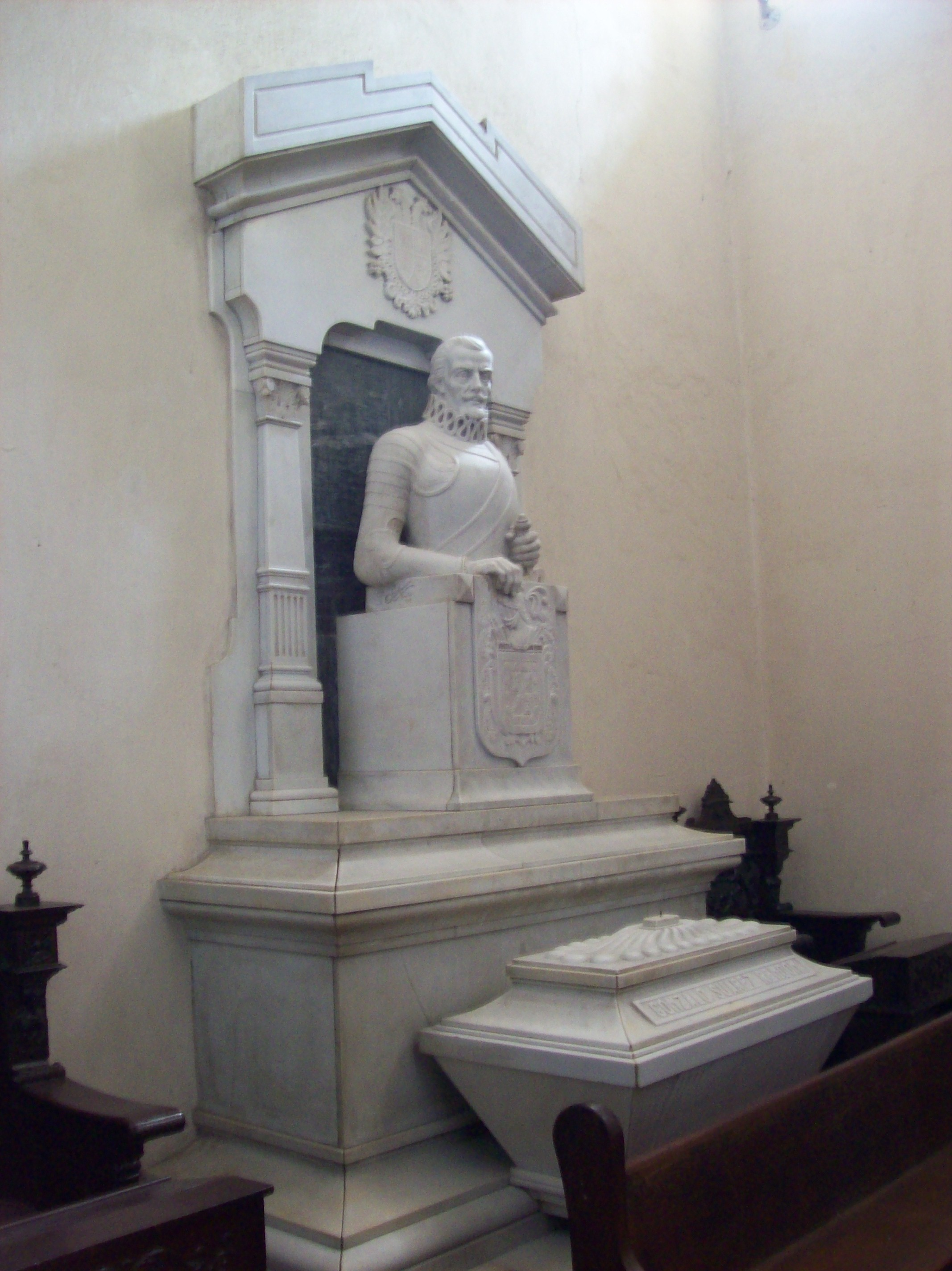
Tumba de Suárez Rendón en la catedral de Tunja.

En los primeros años, el desarrollo de Tunja se vio adormecido, porque antes de 1546 el ganado de origen europeo que entraba en la planicie bogotana y en toda la zona andina, había que subirlo desde Santa Marta siguiendo el cauce del Magdalena hasta Barrancabermeja y después subir por el cauce del río Opón. Esta maniobra encarecía asombrosamente el precio final del ganado. 
Suárez Rendón y los primeros cabildantes consiguieron que la Real Audiencia de Santo Domingo le buscara una solución al problema y en 1546 el capitán extremeño Francisco Ruiz, partiendo de Cumaná, en la costa venezolana, con 60 soldados trazaran un camino que, pasando por El Tocuyo, llegara hasta Tunja.
Después de dos años, esta solución quedaba materializada, suponiendo un considerable abaratamiento en el precio del ganado. Antes de contar con esta vía ganadera, un caballo valía en Tunja 500 pesos, una vaca 100 y una oveja 20. Al quedar abierta la vía, en Tunja se conseguía un caballo por 40 pesos, 4 valía una vaca y medio peso una oveja.
Esta acertada solución convirtió a Tunja en centro de acopio: no solamente llegaban partidas de ganado, sino también infinidad de mercancías de todas clases. Desde entonces se abría la puerta del progreso a toda la región andina, teniendo como centro neurálgico la ciudad de Tunja.

## Particularidades del fundador

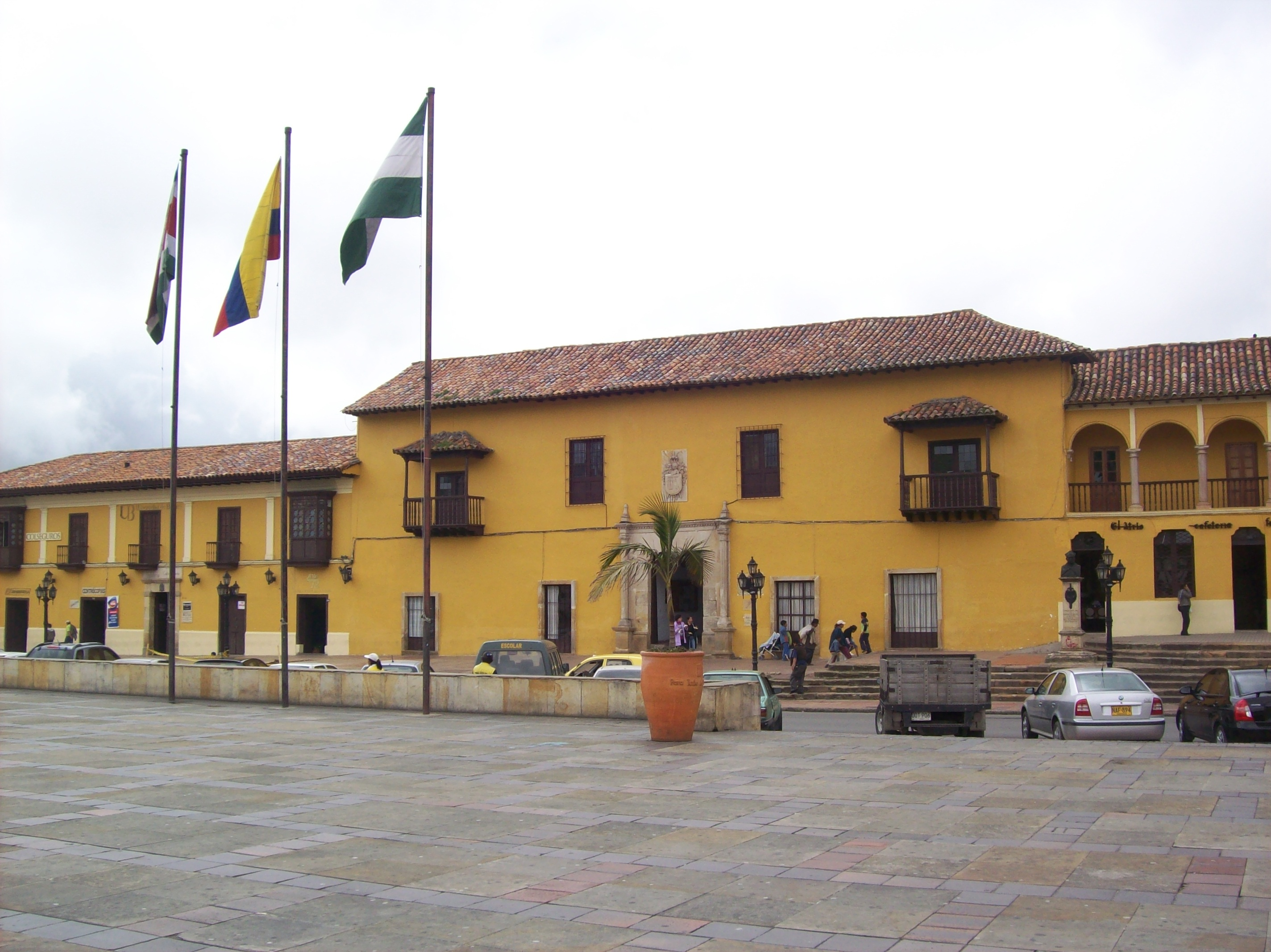
Casa de Gonzalo Suárez Rendón en la Plaza de Bolívar de Tunja.

Cuando en 1561 se produjo en Venezuela la amenaza del «tirano» Lope de Aguirre, Suárez Rendón salía de Tunja con las fuerzas que se habían juntado para combatir a Aguirre, que se encontraba atrincherado en la ciudad venezolana de Barquisimeto. Realmente no llegaron a intervenir los de Tunja, porque cuando llegaron ya habían asesinado al tirano. 
En otra ocasión, en el Cabo de la Vela murió Hernán Pérez de Quesada por un rayo, al igual que su hermano Francisco, fulminados por la descarga eléctrica, mientras que a Suárez Rendón le partió una pierna al salir despedido por el impacto de la mortífera chispa.
Suárez Rendón hizo edificar en Tunja una de las casas más lujosas del periodo colonial; vivienda que además de dar alojo a la familia, en varias ocasiones fue utilizada como dependencia institucional para celebrar las reuniones del Cabildo y otros asuntos, como tomar decisiones importantes con respecto a las necesidades de la ciudad.
Estaba casado con Mencía de Figueroa y Godoy.